# Masashi Ueda
Masashi Ueda (jap. 植田 まさし, Ueda Masashi; * 27. Mai 1947 in Setagaya als Masamichi Uematsu (植松 正通, Uematsu Masamichi)) ist ein japanischer Yonkoma-Mangaka.
Er studierte Philosophie an der Chūō-Universität und arbeitete danach als Fotograf. 1971 fing er an, Mangas zu zeichnen. Seine bekanntesten Werke sind Kobo-chan und Kariage-kun.

## Werke (Auswahl)
- Kobo-chan (コボちゃん)
- Kariage-kun (かりあげクン)
- Otoboke-kachō (おとぼけ課長)
- Furiten-kun (フリテンくん)

## Auszeichnungen
- Bungei-Shunjū-Manga-Preis, 1982[1]
- Japan Cartoonist Association Award, 1999[2]